# Бележница професора Мишковића
Бележница професора Мишковића је српска серија у режији Мирослава Лекића и по сценарију Косте Пешевског.
Серија је настала по мотивима романа Ратка Дмитровића Бележница професора Мишковића из 2014. године.
Oд 22. маја 2021. године се емитује на Суперстар ТВ.

## Радња
Прича нас води кроз случајеве пуне фантастике, магије и невероватних ситуација паралелно на два колосека: део радње смештен је у прве године 21. века а део у 70-е године 20. века.
У пролеће 2002 године млади новинар листа Аргумент, Бошко Стевановић, добија задатак да напише текст о научној оставштини познатог преминулог српског етнолога Арсенија Мишковића.
Његова супруга Јелисавета Мишковић даје оглас да поклања архиву покојног научника и то хоће да уради преко једног београдског листа.
Бошко Стевановић добија задатак да уради разговор с удовицом Мишковић, одлази код ње и на растанку добија малу, црну бележницу. 
Бошко трагом бележнице, коју му је дала Јелисавета, улази у зачарани круг.
У књизи су описани случајеви које је етнолог Мишковић деценијама сакупљао по Србији а чија је суштина - мистериозност. Те случајеве, једноставно речено, није могуће рационално објаснити: од нестајања људи који се појављују годинама касније, без трага старости на себи, преко прича о местима на којима се догађа нешто што може да се чује али не може да се види, до необјашњивих сила које се појављују у неочекиваним ситуацијама, кад човек остане без трачка наде, и чине чуда...
Њени мистериозни записи годинама опседају неке људе из иностранства - Беча, Лондона, Москве и једног градића у Аризони. Бележница на крају покреће и лавину чудних догађаја који породицу и пријатеље београдског новинара доводе у животну опасност.

## Улоге

### Главне
- Момчило Оташевић као Бошко Стевановић
- Светозар Цветковић као Веља Стевановић
- Даница Радуловић као Драгица Стевановић
- Милош Самолов као Миленко
- Милена Радуловић као Јелена

## Епизодне
| Глумац                          | Улога                              |
| ------------------------------- | ---------------------------------- |
| Аница Добра                     | старија Јелисавета Мишковић        |
| Тијана Чуровић                  | млада Јелисавета Мишковић          |
| Александар Радојичић            | млади Веља Стевановић              |
| Исидора Јанковић                | млада Драгица Стевановић           |
| Дејан Луткић                    | Мирослав                           |
| Александар Срећковић            | старији Бошковић                   |
| Раде Маричић                    | млађи Бошковић                     |
| Ирфан Менсур                    | Хари Вилсон/Теодор                 |
| Миливоје Обрадовић              | млади Никола Тесла                 |
| Дубравко Јовановић              | старији Никола Тесла               |
| Слободан Стефановић             | Атила Хунски                       |
| Владимир Посавец Тушек          | Душан Попов                        |
| Милан Чучиловић                 | Mихајло                            |
| Исидора Грађанин                | Анђелка преводилац                 |
| Мина Совтић                     | Ивана                              |
| Жељко Димић                     | Џеф Бојд                           |
| Соња Дамјановић                 | Исидора старија                    |
| Јована Милетић                  | Вероника                           |
| Калина Ковачевић                | Симона                             |
| Предраг Бјелац                  | Ричардсон                          |
| Петар Зекавица                  | Меснер                             |
| Александар Ђурица               | Данило                             |
| Вахид Џанковић                  | Драган Јанкетић                    |
| Иван Томашевић                  | Братислав                          |
| Реља Костић                     | мали Бошко                         |
| Ивица Клеменц                   | научник                            |
| Никола Крнета                   | научник                            |
| Петар Милићевић                 | горила                             |
| Милан Милићевић                 | горила                             |
| Милан Михаиловић                | професор Кошутић                   |
| Грегори Џон де Кјур             | Харис, секретар амбасаде           |
| Марко Марковић                  | заменик министра                   |
| Павле Веселиновић               | Теодор Хранисављевић               |
| Катарина Мадираза               | Радмила млада                      |
| Момчило Мурић                   | Станко                             |
| Франо Ласић                     | Вагнер                             |
| Никола Стојановић               | Енглез                             |
| Марчело Мангано                 | Италијан                           |
| Вељко Милакара                  | чобанин                            |
| Александра Николић              | старица                            |
| Александра Балмазовић           | Милица                             |
| Горица Регодић                  | усплахирена жена                   |
| Слободан Љубичић                | командир Лукић                     |
| Нина Граховац                   | инспекторка Томић                  |
| Аница Лазић                     | девојка са киком                   |
| Александар Волић                | најстарији Авганистанац            |
| Иван Нинчић                     | инспектор                          |
| Хивзо Незировић                 | агент                              |
| Иван Кумп                       | агент                              |
| Рок Радиша                      | мајор Божић                        |
| Андреј Пиповић                  | болничар                           |
| Алекс Вилијам Папке             | амерички амбасадор                 |
| Бојан Кривокапић                | инспектор Лазић                    |
| Милош Ђуровић                   | ронилац на обали                   |
| Стојан Анђус                    | ронилац                            |
| Бранислав Зеремски              | адвокат Николић                    |
| Данијел Ковачевић Лазар Дубовац | млађи Лазар Ђук                    |
| Ален Гарић                      | хунски ратник                      |
| Влада Стојановић                | хунски ратник                      |
| Петар Митић                     | Римљанин                           |
| Саша Ниђфејл                    | презентер                          |
| Саша Али                        | Бојдов агент                       |
| Деа Медаковић                   | млађа Јелисаветина сестра          |
| Небојша Кундачина               | Арсеније Мишковић                  |
| Миодраг Кривокапић              | старији Лазар Ћук                  |
| Вук Маринковић                  | Теодор дете                        |
| Владислав Михаиловић            | Милун                              |
| Ратко Игњатов                   | млађи Радош                        |
| Боривој Божанић                 | старији Радош                      |
| Сташа Николић                   | Феличе Дондоло                     |
| Андреја Маричић                 | Симон Латиновић                    |
| Иван Зарић                      | Душан                              |
| Андрија Ковач                   | старији Војислав                   |
| Владан Славковић                | млађи Војислав                     |
| Јелица Ковачевић                | мајка Ковиљка                      |
| Данина Могуел                   | службеница банке/трезора           |
| Александар Лазић                | доктор у душевној болници          |
| Зоран Карајић                   | Драгољуб Илић                      |
| Милан Танкосић                  | возач службеног мерцедеса          |
| Небојша Миловановић             | милиционер Ђорђевић                |
| Анђела Тасић                    | Исидора млађа                      |
| Дејан Цицмиловић                | сељак 1                            |
| Дејан Гоцић                     | сељак 2                            |
| Александар Маринковић           | сељак 3                            |
| Елијан Вајн Џоунс               | Николас Кастер                     |
| Драгана Варагић                 | тетка Дана                         |
| Ана Маљевић                     | медицинска сестра у старачком дому |
| Драгана Ђурђевић                | жена са дететом                    |
| Маја Николић                    | клошарка Нада                      |
| Јован Гулан                     | болничар психијатрије              |
| Миодраг Милованов               | старији Драги Чаковић              |
| Марко Милошевић                 | млађи Драги Чаковић                |
| Тома Трифуновић                 | деда Вујадин                       |
| Алекса Илић                     | млади Драгољуб                     |
| Бојана Грабовац                 | Милунова жена                      |
| Јаков Ђурђевић                  | Милунов син                        |
| Уна Веселиновић                 | Милунова ћерка                     |
| Сергеј Савић                    | Данко дете                         |
| Теа Крстић                      | Ивана дете                         |
| Јована Мијовић                  | колега Лазара Ћука                 |
| Борко Сарић                     | кум Манојло                        |
| Јелена Симић                    | конобарица на магистрали           |
| Андрија Митић                   | Миладин Станковић                  |
| Љубивоје Марковић               | локалац 1                          |
| Драган Лукић                    | локалац 2                          |
| Божидар Милић                   | локалац 3                          |
| Елизабета Толевска              | Исидора дете                       |
| Данило Миленковић               | војник                             |
| Љубиша Баровић                  | командир                           |
| Владимир Вучковић               | партизан                           |
| Невена Живановић                | Радошева ћерка                     |
| Ивана Деспотовић                | Јагода                             |
| Миљана Марић                    | Нада, Драганова сестра             |
| Драшко Анђић                    | тип 1                              |
| Зоран Анђић                     | тип 2                              |
| Сања Радишић                    | Тонка                              |
| Андреј Сушањ                    | Данко                              |
| Бојана Пољак                    | Ивана                              |
| Предраг Коларевић               | доктор                             |
| Ангелина Лукић                  | Драгијева ћерка                    |
| Зоран Живковић                  | председник МЗ                      |
| Миодраг Крчмарик                | инспектор 1                        |
| Спасоје Миловановић             | инспектор 2                        |
| Марија Круљ                     | секретарица СДБ                    |
| Борис Анђелковић                | Драгољубов унук                    |
| Синиша Максимовић               | рибар                              |
| Лука Пиљагић                    | стари рибар                        |
| Лора Ђуровић                    | девојка у копирници                |
| Александра Стојановић           | педијатар                          |
| Милан Кочаловић                 | Јован Ђокић старији                |
| Александар Алексић              | Јован Ђокић млађи                  |
| Милан Милосављевић              | пуковник                           |
| Милан Пајић                     | доктор педијатар                   |
| Бранко Антонић                  | инспектор Живковић                 |
| Мира Вуковић                    | Вулетова сестра                    |
| Чарни Ђерић                     | командир Пантелић                  |
| Владан Гајовић                  | агент Живота                       |
| Дарко Станојевић                | агент Милоје                       |
| Фуад Табучић                    | конобар                            |
| Ђорђе Ђоковић                   | Сикић хемичар                      |
| Јасминка Хоџић                  | комшиница Стамена                  |
| Радослав Живковић               | Јагодин унук                       |
| Александар Добри Урошевић       | витез 1                            |
| Огњен Косорић                   | витез 2                            |
| Јован Стојановић                | витез 3                            |
| Богосав Поповић                 | фотограф                           |
| Слободан Живановић              | портир                             |
| Миодраг Гајић                   | доктор у душевној болници          |

## Епизоде
| Сезона | Сезона | Епизоде | Епизоде | Оригинално емитовање | Оригинално емитовање | Оригинално емитовање |
| Сезона | Сезона | Епизоде | Епизоде | Премијера            | Финале               | Мрежа                |
| ------ | ------ | ------- | ------- | -------------------- | -------------------- | -------------------- |
|        | 1.     | 12      | 12      | 22. мај 2021.        | 27. јун 2021.        | Суперстар ТВ РТС 1   |
|        | 2.     | 14      | 14      | 20. фебруар 2023.    | 9. март 2023.        | Суперстар ТВ         |